# نور الدين البخاري
نور الدين البخاري (بالهولندية: Nourdin Boukhari)‏ لاعب كرة القدم مغربي هولندي حامل لجنسيتين، من مواليد مدينة روتردام بـ هولندا يوم 30 يونيو 1980, ينحدر من قرية تيزي وسلي الأمازيغية الريفية. موقعه وسط ميدان / مهاجم. فريق الحالي نادي سبارتا روتردام كإعارة من أجاكس.
- اللقاءات الدولية : 16
- الفرق السابقة التي لعب لها : Sparta Rotterdam
NAC Breda معارا من أجاكس.
- معلومات اضافية : سجل هدفا واحدا للمنتخب المغربي.
سجل 5 أهداف في موسم 2003-2004.
سجل هدفا وحيدا في موسم 2004-2005.
أول لقاء له مع أجاكس كان ضد FC Groningen يوم 1 شتنبر 2002.الفوز عاد لأجاكس 3-1.
سجل أول هدف له مع أجاكس ضد AZ Alkmaar يوم 19 أكتوبر 2002.أجاكس فاز يومها 6-2.
-الطول : 184م

## روابط خارجية
- نور الدين البخاري على موقع اتحاد تركيا (لاعب) (الإنجليزية)
- نور الدين البخاري على موقع رابطة كرة القدم الفرنسية للمحترفين (الإنجليزية)
- نور الدين البخاري على موقع قاعدة بيانات كرة القدم.إي يو (الإنجليزية)
- نور الدين البخاري على موقع ليكيب (الفرنسية)
- نور الدين البخاري على موقع ناشيونال فوتبول تيمز (الإنجليزية)
- نور الدين البخاري على موقع Soccerbase.com (لاعب) (الإنجليزية)
- نور الدين البخاري على موقع كووورة